# Гавриил Лесновский
Гавриил Лесновский (X—XI века) — православный святой, почитается в лике преподобных. Монах-отшельник и житель пустыни в окрестностях Злетова на Осоговской горе, один из четырёх Болгарских великих отшельников.
Покровитель Лесновского монастыря, возобновлённого царём Стефаном Душаном. Ранее мощи святого были перенесены царём Иваном Асеном II из монастыря и заложены в Велико-Тырнове на холме Трапезица.